# Excalibur (film)
Excalibur er en fantasyfilm, der er skrevet, instrueret og produceret af John Boorman, der fortæller middelalderlegenden om kong Arthur og ridderne af det runde bord, løst baseret på den romantiske fortælling Le Morte d'Arthur af Thomas Malory fra 1400-tallet. Filmen har Nigel Terry som Arthur, Nicol Williamson som Merlin, Nicholas Clay som Lancelot, Cherie Lunghi som Guenevere, Helen Mirren som Morgana, Liam Neeson som Gawain, Gabriel Byrne som Uther og Patrick Stewart som Leondegrance. Filmen er opkaldt efter kong Arthurs legendariske sværd der har en prominent placering i litteratur om Kong Arthur. Filmens soundtrack indehold musik af Richard Wagner og Carl Orff, samt original musik af Trevor Jones.
Udvikling af filmen begyndte sm en ikke-produceret filmatisering af Ringenes Herre. Filmen blev indspillet i Irland og på Ardmore Studios, hvor mange irske skuespillere og personale blev benyttet. Den er blevet anerkendt for sin vigtighed for den irske filmindustri, og for at hjælpe med at igangsætte karrieren for en række irske og britiske skuespillere, inklusive Liam Neeson, Patrick Stewart, Gabriel Byrne og Ciarán Hinds.
Filmkritikerne Roger Ebert og Vincent Canby kritiserede filmens plot og karakterer, mens de og andre kritikere roste filmen visuelle stil.
Excalibur blev en finansiel succes og indspillede for knap $35 mio. mod et budget på $11 mio. hvilket gør det til den 18. mest indbringende film i USA i 1981. Den modtog prisen for Best Artistic Contribution ved Cannes Film Festival, og modtog en Oscar nominering for Best Cinematography og en BAFTA nominering for Best Costume Design.

## Medvirkende
- Nigel Terry som Arthur
- Helen Mirren som Morgana Le Fay
  - Kay McLaren som the aged Morgana
  - Barbara Byrne (ingen relation til Gabriel) som ung Morgana
- Nicholas Clay som Sir Lancelot
- Cherie Lunghi som Guenevere
- Paul Geoffrey som Perceval
- Nicol Williamson som Merlin
- Corin Redgrave som Duke of Cornwall
- Patrick Stewart som King Leodegrance
- Keith Buckley som Uryens
- Clive Swift som Ector
- Liam Neeson som Gawain
- Gabriel Byrne som Kong Uther Pendragon
- Robert Addie som Prince Mordred
  - Charley Boorman som young Mordred
- Katrine Boorman som Igrayne
- Ciarán Hinds som Kong Lot
- Niall O'Brien som Sir Kay
- Mannix Flynn som Mordreds løjtnant
- Brid Brennan som Lady-in-Waiting
- Eamon Kelly som Abbot
- Hilary Joyalle som Damen i søen